# Amita Suman
Amita Suman (en bhoshpuri; अमिता सुमन, Bhedihari, Distrito de Parsa, 19 de julio de 1997) es una actriz británica nacida en Nepal. Es especialmente conocida por haber interpretado a Inej Ghafa en la serie de Netflix, Shadow and Bone (2021-2023) y por su papel de Naya en la serie de la cadena de televisión The CW, The Outpost (2019-2021). 

## Biografía

### Infancia y juventud
Amita Suman nació en Bhedihari, una pequeña localidad rural en el distrito de Parsa al sur de Nepal. Su primer idioma fue el Bhojpuri. Fue a la escuela Saint Xavier en Birgunj. A la edad de siete años, Suman y su familia se mudaron a Brighton (Inglaterra). Ya en Inglaterra asistió a la Sussex Downs College en Lewes (ahora East Sussex College), antes de continuar su formación en la Academy of Live and Recorded Arts, donde se graduó en julio de 2018.

### Carrera
Poco después de graduarse hizo su debut televisivo con papeles menores en las series británicas Casualty y Ackley Bridge. Consiguió un papel importante como invitada en el sexto episodio de la undécima temporada de la serie británica de ciencia ficción Doctor Who, titulado Demons of the Punjab como una versión joven de la abuela de su compañero Yasmin Khan, Umbreen. Suman interpretó el papel recurrente de Naya en la temporada 2 de la serie The Outpost de la cadena estadounidense The CW (en la primera temporada dicho papel lo había interpretado la actriz  Medalion Rahimi).
En octubre de 2019 se anunció que interpretaría a Inej Ghafa en la serie televisiva de fantasía y drama de Netflix de 2021 Sombra y hueso, una adaptación de la serie de libros de fantasía The Grisha Trilogy y The Six of Crows Duology de la autora israelí de fantasía juvenil Leigh Bardugo. En junio de 2021 Netflix renovó la serie para una segunda temporada, que se estrenó el 16 de marzo de 2023. La serie fue cancelada por Netflix después de la segunda temporada.
Suman tiene próximos papeles en la serie de Paramount+, NCIS: Tony & Ziva, como Claudette y en la serie de suspense político de Netflix, Hostage.

## Filmografía
| Año       | Título             | Papel           | Notas                                                  | Ref.          |
| --------- | ------------------ | --------------- | ------------------------------------------------------ | ------------- |
| 2018      | Casualty           | Nina Biswas     | 2 episodios                                            | [ 8 ]         |
| 2018      | Ackley Bridge      | Sameera         | Episodio #2.5                                          | [ 9 ]         |
| 2018      | Doctor Who         | Joven Umbreen   | Episodio: «Demons of the Punjab»                       | [ 11 ]        |
| 2019      | Daughter           | Lilah           | Cortometraje                                           | [ 19 ]        |
| 2019-2021 | The Outpost        | Naya            | Papel recurrente (temporadas 2-4); 14 episodios        | [ 12 ]        |
| 2021-2023 | Shadow and Bone    | Inej Ghafa      | Papel principal; 16 episodios                          | [ 4 ]         |
| 2022      | The Sandman        | Nora            | Episodio «Un sueño de mil gatos/Calíope»               | [ 20 ] [ 21 ] |
| 2023      | She Creates Change | Diksha (voz)    | Miniserie que combina tanto animación como acción real | [ 22 ]        |
| 2025      | Hostage            | Dra. Maya Odari | Serie de Netflix                                       | [ 18 ]        |
| 2025      | NCIS: Tony & Ziva  | Claudette       | Serie de televisión de Paramount+                      | [ 23 ]        |